# Szymanowski & Debussy
Szymanowski & Debussy albo Claude Debussy // Karol Szymanowski – drugi autorski album polskiego przedstawiciela klasycznej muzyki kameralnej -zespołu Meccore String Quartet, wydany 23 października 2015 przez Polskie Nagrania (w obrębie Warner Music Group). Zawiera nagrania kwartetów dwóch wybitnych przedstawicieli impresjonizmu, tj. Karola Szymanowskiego i Claude’a Debussy’ego. Płyta uzyskała dwie nominacje do nagrody Fryderyk 2016 w kategoriach: Album Roku – Muzyka Kameralna i Najwybitniejsze Nagranie Muzyki Polskiej.

## Lista utworów

### Karol Szymanowski
- String Quartet No. 1
  - I. Lento assai [7’40]
  - II. Andantino semplice [5’57]
  - III. Vivace [3’55]
- String Quartet No. 2
  - I. Moderato dolce e tranquillo [7’45]
  - II. Vivave, scherzando [4’34]
  - III. Lento [5’05]

### Claude Debussy
- String Quartet No. 1
  - I. Anime et tres decide [6’10]
  - II. Assez vif et bien rytme [3’44]
  - III. Andantino, doucement expressif [7’27]
  - IV. Tres modere [7’18]